# Petrocosmea sichuanensis
Petrocosmea sichuanensis là một loài thực vật có hoa trong họ Tai voi. Loài này được Chun ex W.T. Wang miêu tả khoa học đầu tiên năm 1984.